# Nautica (Schiff)
Die Nautica ist ein zur R-Klasse gehörendes Kreuzfahrtschiff der Reederei Oceania Cruises, das 2000 als R Five für Renaissance Cruises in Dienst gestellt wurde. Nach der Insolvenz der Reederei im September 2001 wurde das Schiff zunächst mehreren Monaten Aufliegezeit von Pullmantur Cruises gechartert, bis es 2006 an seinen jetzigen Betreiber verkauft wurde.

## Geschichte
Die R Five wurde als fünftes von insgesamt acht Schiffen der R-Klasse unter der Werftnummer P31 bei Chantiers de l’Atlantique in Saint-Nazaire gebaut und am 31. Juli 1999 vom Stapel gelassen. Am 27. Januar 2000 fand die Übernahme durch Renaissance Cruises statt. Am 1. Februar 2000 absolvierte das Schiff seine Jungfernfahrt.
Im Oktober 2001 wurde die R Five wie alle anderen Schiffe von Renaissance Cruises arrestiert, nachdem die Reederei im September Insolvenz anmelden musste. Das Schiff, an Cruiseinvest verkauft, verbrachte mehrere Monate lang aufgelegt, ehe es im Juni 2002 von Pullmantur Cruises gechartert und für Kreuzfahrten im Mittelmeer eingesetzt wurde. Die Reederei vermarktete das Schiff unter dem Namen Blue Dream, wurde jedoch nicht offiziell umbenannt. 
2005 taufte wurde das Schiff an Oceania Cruises verchartert und in Nautica umbenannt. Im Dezember 2006 wurde die Nautica auch an Oceania Cruises verkauft. Drei ihrer acht Schwesterschiffe (Regatta, Insignia und Sirena) sind ebenfalls für Oceania in Fahrt.
Am 30. November 2008 wurde die Nautica vor der Küste Somalias von Piraten angegriffen. Der Zwischenfall ging glimpflich aus, da das Schiff aufgrund seiner höheren Geschwindigkeit den Angreifern entkommen konnte. Am 19. September 2018 lag die Nautica in Greenock, als aufgrund des rauen Wetters die Vertäuung des Schiffes riss und es kurzzeitig aus dem Hafen trieb.